# Es kommt ein Tag
Es kommt ein Tag ist ein deutscher Spielfilm aus dem Jahr 1950, bei dem Rudolf Jugert Regie führte. Das Drehbuch beruht auf der Novelle Korporal Mombour von Ernst Penzoldt. Für Maria Schell und Dieter Borsche war es ihr erster gemeinsamer Film. Sie waren das erste und erfolgreichste Traumpaar des Nachkriegsfilms.

## Handlung
In der Nähe des französischen Städtchens St. Godard erschießt der deutsche Korporal Friedrich Mombour 1870 während des Deutsch-Französischen Krieges einen jungen französischen Leutnant. Er nimmt ein kleines handgeschriebenes Notenblatt an sich, das neben dem Gefallenen liegt.
Auf Befehl seiner vorgesetzten Dienststelle soll Mombour für sein Regiment in St. Godard Quartier machen. In der Stadt betritt er spontan ein Haus, dessen Bewohner wie er den Nachnamen „Mombour“ tragen. Im Haus trifft er auf die ältere Dame des Hauses, die ihm erzählt, dass Angehörige ihrer Familie einst Frankreich verlassen haben und nach Deutschland ausgewandert seien, weil sie wegen ihres Glaubens verfolgt wurden. Friedrich nimmt erstaunt zur Kenntnis, dass er also ein Nachkomme der Hugenotten ist. Madame Mombour erzählt Friedrich von ihrem Sohn Gaston, der wie er Soldat ist. Sie hofft, ihn wiederzusehen. Die alte Dame ist sehr krank und wird von ihrer Tochter Madeleine liebevoll umsorgt. Friedrich und die junge Frau finden schnell Gefallen aneinander und bald verbindet sie ein inniges Verhältnis. Als Madeleine eines Abends eine kleine Komposition ihres Bruders spielt, erkennt Friedrich entsetzt, dass es sich um das Lied auf dem Notenblatt handelt, das er neben dem erschossenen Franzosen gefunden hatte. Er verlässt verzweifelt das Haus und irrt ziellos umher.
Madeleine sucht nach Friedrich und betritt dabei auch Gastons Zimmer, in dem sie das handgeschriebene Notenblatt des Bruders findet. Sie erkennt, dass sie den Mörder ihres Bruders liebt. Als Friedrich nach vielen Stunden zurück ins Haus kommt, ringt Madame Mombour mit dem Tode. Der Gedanke an ihren Sohn lässt sie nicht zur Ruhe kommen und so beschwört Madeleine Friedrich, der Mutter ihren letzten Wunsch zu erfüllen: Friedrich trifft in Gastons Uniform an Madame Mombours Bett, die nun glaubt, ihren Sohn gesund vor sich zu sehen und friedlich verstirbt. Kurz darauf nimmt der Krieg eine unerwartete Wendung: Die Franzosen beginnen einen Gegenangriff auf die Deutschen und Friedrich stürzt, alarmiert durch Schüsse, kopflos aus dem Haus, ohne daran zu denken, dass er Gastons Uniform trägt. Auf der Türschwelle trifft ihn eine von einem deutschen Soldaten abgefeuerte Kugel. Friedrich stirbt in Madeleines Armen, nachdem sich beide ihrer gegenseitigen Liebe versichert haben.

## Produktion und Hintergrund
Das Drehbuch ist das Produkt einer Gemeinschaftsarbeit von Ernst Penzoldt, Rolf Thiele, Hans Abich, Fritz Graßhoff, Fritz Langs und seiner Ex-Frau Thea von Harbou. Penzoldt hatte seine Novelle Korporal Mombour in der Zeit des Zweiten Weltkriegs geschrieben. Für die Göttinger Filmaufbau-Gesellschaft stellte die Verfilmung des Stoffes 1950 ein Wagnis dar, da man in der westdeutschen Öffentlichkeit damit beschäftigt war, alle Themen, die auch nur annähernd etwas mit Krieg zu tun hatten, zu verdrängen. Pazifismus war nicht angesagt.
Produziert wurde der Film von der Göttinger Filmaufbau-Gesellschaft (Göttingen), die 1946 von Hans Abich und Rolf Thiele gegründet worden war. Die Dreharbeiten begannen am 27. Juni 1950 und endeten im August 1950. Gedreht wurde in Göttingen und in Bad Sooden-Allendorf sowie im Filmatelier Göttingen. Der Film hatte drei verschiedene Arbeitstitel: Einst kommt der Tag, Feinde, Korporal Mombour.
Die Bauten stammen von Walter Haag, die Kostüme entwarf Alfred Bücken, für den Ton war Heinz Martin verantwortlich. 
Da Walter Ladengast den Verantwortlichen zu österreichisch klang, ließ man ihn von Friedrich Schoenfelder nachsynchronisieren. Für Schoenfelder war dies der erste Einsatz in seiner langen Karriere als Synchronsprecher.
Die Uraufführung des Films fand am 17. Oktober 1950 in dem Erstaufführungstheater Weltspiele in Hannover statt. Im Deutschen Fernsehen wurde der Film vom ZDF am 19. März 1967 erstmals ausgestrahlt.
Für Maria Schell war es ihr fünfter Film und ihre erste Rolle in einem bundesdeutschen Film. Für Dieter Borsche war es nach der Rolle des glaubensstarken katholischen Geistlichen in Nachtwache sein zweiter großer Auftritt in einem Film. Borsche spielt den Korporal in einer Art und Weise, die deutlich macht, wie sehr er unter seiner Schuld leidet. Jugerts Kameraführung trägt dazu bei, die sich zwangsläufig entwickelnde Tragödie zu unterstreichen. Die meist in Grautönen gehaltenen Bilder, die ihre französischen Vorbilder in den Filmen von Marcel Carné und Claude Autant-Lara finden, tun ihr Übriges. Maria Schell spielt ihre Rolle sehr ausdrucksstark und in einer schauspielerischen Qualität von hoher Güte. Sie lässt den Zuschauer fühlen, dass Madeleine von Anfang an ahnt, dass ihre Liebe nicht von Dauer sein wird. Sie versteht es, ihre Figur nicht in einem See voller Tränen versinken zu lassen und gibt ihr damit eine ganz eigene Tiefe. Maria Schell war die Entdeckung des Films und trug ganz entscheidend zu seiner Qualität bei. Dass der Film auch ein kommerzieller Erfolg wurde, ist in erster Linie der Schell zu verdanken. Sie wurde seinerzeit als Offenbarung gefeiert. In der Branche galt sie als konkurrenzloser Star. Allerdings wurde sie dann auch gnadenlos nach den Regeln des Kommerzes vermarktet. Auch vor ihrem Privatleben wurde nicht haltgemacht und ihre Affäre mit dem um zwanzig Jahre älteren (und noch dazu verheirateten) Kollegen Dieter Borsche ging groß aufgemacht durch die Presse.
Historischer Hintergrund: Der Deutsch-Französische Krieg von 1870 bis 1871 dauerte vom 19. Juli 1870 bis zum 10. Mai 1871. Ort des Geschehens: Frankreich und Rheinpreußen; Ausgang: Sieg Preußens und seiner deutschen Verbündeten; Frankreich tritt den Großteil des Elsass und einen Teil von Lothringen ab. Mit dem Frieden von Frankfurt wurde das Ende des Krieges besiegelt.
Hugenotten ist die etwa seit 1560 gebräuchliche Bezeichnung für die französischen Protestanten im vorrevolutionären Frankreich. Ab 1530 wurde die Glaubensausübung der Protestanten durch den katholischen Klerus und den König stark unterdrückt.

## Kritiken
„Tragisch-romantische Liebesgeschichte mit viel Gefühl. Der Film, bei Publikum und Presse ein großer Erfolg, machte Maria Schell und Dieter Borsche zu Stars.“

„Von der Kritik viel beachteter, auch beim Publikum beliebter Antikriegsfilm von Rudolf Jugert, der sein Handwerk unter anderem als Regieassistent von Helmut Käutner erlernte. Die tragische Liebesgeschichte bedeutete für die beiden Hauptdarsteller Maria Schell und Dieter Borsche den entscheidenden Karriereschub. Obwohl insgesamt fünf Autoren die gleichnamige Novelle von Ernst Petzold für die Leinwand adaptierten, sollte sich der Spruch von den vielen Köchen, die den Brei verderben, in diesem Fall einmal nicht bewahrheiten.“

„Die Begegnung zwischen einem deutschen Soldaten und einer französischen Familie im Kriege 1870/71 durchbricht das Freund-Feind-Verhältnis. Der Film enthält einen Aufruf zur Menschlichkeit, trotz des etwas konstruierten Drehbuchs und der gelegentlich ins Gefühlige ausbrechenden Regie.“